# Czerkasy (stacja kolejowa)
Czerkasy – stacja kolejowa w Czerkasach, w obwodzie czerkaskim, na Ukrainie. Znajdują się tu 2 perony.